# 森メディア
森メディア（もりメディア）は、博士（理学）の森康裕が開発に関わったDVD-Rメディア、及びプライベートブランドである。

## 概要
大手メーカーとの協力を得て森メディア専用スタンパーにて製造されている、両面リブを採用し、性能面を重視したメディアであるため一般に販売されている価格の10倍近い値段であるが、非常に高品質であると言われている。2008年にメーカーの国内生産終了に伴い、森メディアも生産を終了した。